# Танатологія
Танатологія (від дав.-гр. θάνατος - смерть і дав.-гр. λόγος - вчення) — розділ теоретичної і практичної медицини, що вивчає стан організму в кінцевій стадії патологічного процесу, динаміку і механізми вмирання, безпосередні причини смерті, клінічні, біохімічні і морфологічні прояви поступового припинення життєдіяльності організму. 
Термін «танатологія» в використання медичною і біологічною науками був введений з пропозиції І. І. Мечникова. При витоках танатології стояли видатні учені М. Ф. Л. Біша, Клод Бернар, Рудольф Вірхов, І. І. Мечников та інші, що поклали початок вивченню смерті як закономірного завершення життя.
На початку минулого століття танатологію було прийнято ділити на загальну, яка вивчала статику і динаміку смерті, морфологічні і патофункциональні зміни, постмортальні явища, взаємодію трупа з навколишнім середовищем, техніку судово-медичного або патологоанатомічного дослідження трупа, і приватну, яка розглядала види смерті, основні і безпосередні причини смерті при конкретних захворюваннях або станах і їх діагностику на трупі. Двадцяте століття з його бурхливим науково-технічним прогресом внесло істотні зміни до наших уявлень про смерть. У 1961 році на Міжнародному конгресі травматологів в Будапешті отримала свою назву нова медична дисципліна — реаніматологія, яка по багатьом своїм аспектам тісно стикається із танатологією. Областю наукових інтересів реаніматології є патофункціональні процеси, що відбуваються під час вмирання, термінальні стани і відновлення життєвих функцій. Тоді як область інтересів танатології більшою мірою зміщена у бік патоморфологічних аспектів вмирання і постмортальних змін, що спостерігаються в трупі в різні строки після настання смерті за різних зовнішніх умов, особливості дослідження трупа, а також діагностика причин смерті.
Набули розвитку історичні та антропологічні дослідження ставлення до смерті та поховання в різних культурах, у різні історичні епохи (Філіпп Ар'єс, Луї-Венсан Тома та ін.).